# Una storia moderna - L'ape regina
Una storia moderna: l'ape regina és una pel·lícula italiana coproduïda amb França de 1963 de gènere comèdia, dirigida per Marco Ferreri. La pel·lícula va ser nominada a la Palma d'Or sl Festival de Canes i Marina Vlady, que la va protagonitzar al costat d'Ugo Tognazzi i Walter Giller, es va emportar el Premi a la millor actriu.

## Argument
Alfonso és un ric comerciant d'automòbils que, ara als quaranta anys, decideix casar-se. Amb els bons oficis d'un frare amic seu, coneix la Regina, una noia preciosa i inmaculada de ferms principis religiosos que li sembla adequada per a ell. Després d'un breu i cast compromís oficial, els dos es casen i la Regina, que abans del casament s'havia mostrat reservada i austera, revela apetits tan bon punt es casa que dificulten que l'Alfonso pugui satisfer la seva dona amb els deures conjugals. La Regina exerceix una pressió constant i obsessiva per tenir un fill i, quan aconsegueixi quedar-se embarassada, deixarà de fer cas al seu marit, per dedicar-se completament al seu futur paper de mare. L'Alfons es deteriora cada cop més, fins a caure en un estat de postració irreversible. El naixement del fill coincidirà amb la seva mort.

## Repartiment
- Ugo Tognazzi com Alfonso.
- Marina Vlady com Regina.
- Walter Giller com el Pade Bariaco.
- Linda Sini com la mare superiora.
- Riccardo Fellini com Riccardo.
- Igi Polidoro com Igi.
- Nino Vingelli
- Achille Majeroni com la tia Mafalda.

## Comentaris
Els crítics van arribar a considerar-la com una rondalla grotesca sobre la família i el matrimoni, i anticlerical i atea, que va suscitar les ires del Vaticà en el seu moment. Fins a tal punt es van caldejar els ànims que la cinta va ser segrestada per les autoritats italianes i li van ser imposats una sèrie de corts, modificacions importants en els seus diàlegs i fins i tot un canvi de títol que la va convertir en Una storia moderna: l’ape regina.

## Reconeixement
- 1963: 16è Festival Internacional de Cinema de Canes: Millor actriu (Marina Vlady). Nominada a la Palma d'Or.
- 1964: Nastro d'argento: Millor actor protagonista (Ugo Tognazzi)